# Bodenart

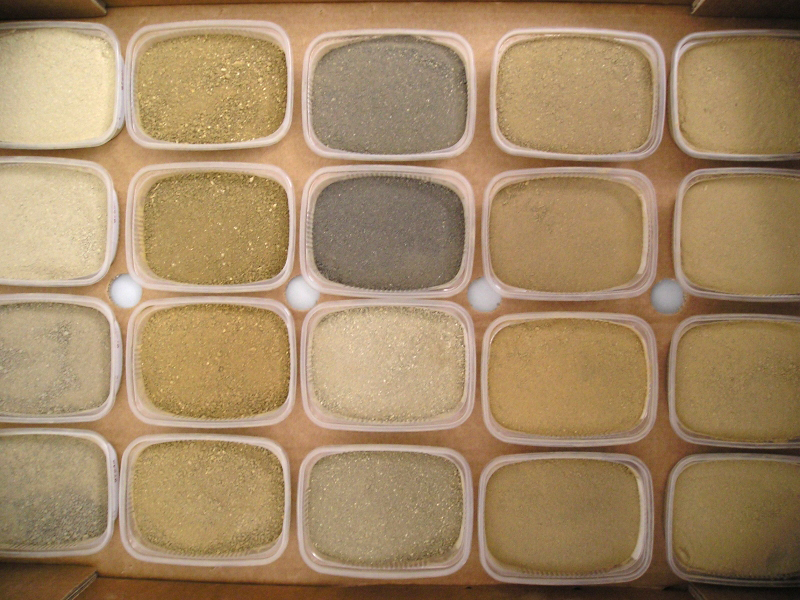
Bodenproben aus Baden-Württemberg, die verschiedene Bodenarten zeigen

Die Bodenart, auch Bodentextur oder Körnung (engl. soil texture) genannt, beschreibt die Eigenschaft eines Bodens in Bezug auf die Korngrößenzusammensetzung der mineralischen Bodensubstanz. Ohne weitere Angaben bezieht sich die Bodenartenangabe nur auf den Feinboden, das heißt auf Mineralkörner mit einem Äquivalentdurchmesser von weniger als zwei Millimetern. Der Grobboden, oftmals als Bodenskelett bezeichnet, das heißt alle Mineral- oder Gesteinsbruchstücke mit einem Durchmesser über zwei Millimeter, wird nicht berücksichtigt; dessen Anteil wird nur als Zusatzinformation angegeben.
Beträgt der Anteil des Bodenskeletts mehr als 75 % des Gesamtbodens, so werden die Kornfraktionen des Bodenskeletts anstelle der Bodenart angegeben. Solche Böden werden auch als Skelettböden bezeichnet.
Der Begriff Bodenart geht auf den Pionier der Agrarwissenschaften Albrecht Daniel Thaer zurück, der im frühen 19. Jahrhundert eine Bodenklassifikation auf Grundlage der Korngrößenanteile vorschlug, die noch 1934 Grundlage der Reichsbodenschätzung war. Die modernen Bodenklassifikationen betrachten hingegen auch landwirtschaftlich nicht sinnvoll nutzbare Böden und basieren auf dem Bodentyp, dessen Definition wesentlich mehr, unter anderem auch die aus der Pedogenese folgenden Eigenschaften eines Bodens berücksichtigt.

## Bodenartbestimmung
Im Gelände kann man die Bodenart einer Probe grob mit Hilfe der Fingerprobe schätzen. Die genaue Korngrößenzusammensetzung, der jeweilige Anteil der verschiedenen Kornfraktionen, wird jedoch im Labor, meist durch kombinierte Sieb- und Schlämmanalyse oder Laserbeugung ermittelt. Mithilfe des Analyseergebnisses, das in einem Siebliniendiagramm oder mittels einer Glockenkurve grafisch dargestellt werden kann, ist die Bodenart der Probe exakt bestimmbar. Dies erfolgt in Deutschland üblicherweise nach dem Klassifikationsschema der aktuellen Auflage der Bodenkundlichen Kartieranleitung (KA5) mithilfe eines speziellen Diagramms, des Bodenartendreiecks. Solche Dreiecksdiagramme gibt es nicht nur für die in Deutschland übliche Systematik, sondern auch für andere bodenkundliche Nomenklatursysteme.
Nach dem (nicht nur) in Deutschland üblichen System werden vier Hauptbodenarten unterschieden:
- Sand (Abk.: S), Körner mit einem Durchmesser von 0,063 mm bis 2 mm
- Schluff (Abk.: U), Körner mit einem Durchmesser von 0,002 mm bis 0,063 mm
- Ton (Abk.: T), Partikel mit einem Durchmesser kleiner 2 µm (entspricht 0,002 mm)
- Lehm (Abk.: L), ein Gemisch von Sand, Schluff und Ton in etwa gleichen Anteilen.

Mit Ausnahme des Lehms entsprechen die Hauptbodenarten den feineren Haupt-Korngrößenklassen nach DIN 4022, denen sich die Kornfraktionen einer Probe zuordnen lassen.
Die Bodenart der Probe kann anhand der prozentualen Anteile ihrer Kornfraktionen leicht im Bodenartendreieck abgelesen werden. Enthält die Probe (oder vielmehr die mindestens 25 % Feinbodenanteil derselben) beispielsweise 6 % Ton, 18 % Schluff und – notwendigerweise – 76 % Sand handelt es sich nach KA5 um einen schwach lehmigen Sand, abgekürzt mit Sl2. Das große „S“ in der Abkürzung steht dabei für die dominante Kornfraktion/Hauptbodenart Sand. Das kleine „l“ trägt dem Umstand Rechnung, dass Ton und Schluff untergeordnet, aber in signifikanter Menge zusammen mit Sand in der Probe vorkommen, die daher nach KA5 auch als lehmig anzusprechen ist. Die „2“ bestimmt den Anteil der untergeordneten Kornfraktionen näher, in diesem Fall als schwach lehmig. Hierbei sind die Ziffern 2, 3 und 4 (entsprechend schwach, mäßig und stark) möglich. Enthält eine Probe beispielsweise 27 % Ton, 67 % Schluff und 6 % Sand wird diese nach KA5 als stark schluffiger Ton, Abk. Tu4, klassifiziert. In diesem Fall ist der Sandanteil für eine Einstufung als lehmig zu gering. Die Extremformen bzw. Endglieder an den Eckpunkten des Bodenartendreiecks sind Reinton („toniger Ton“, Tt; > 65 % Ton, < 35 % Schluff, < 35 % Sand), Reinschluff („schluffiger Schluff“, Uu; < 8 % Ton, > 80 % Schluff, < 20 % Sand) und Reinsand („sandiger Sand“, Ss; < 5 % Ton, < 10 % Schluff, > 85 % Sand).

## Bedeutung der Bodenart
Die Bodenart ist ein außerordentlich wichtiges Bodenmerkmal zur Ableitung ökologischer Bodeneigenschaften. Sie bestimmt durch ihre Korngrößenverteilung mit dem Primärgefüge einen Teil des Porenvolumens und damit die Wasserspeicherfähigkeit und die Wasserleitfähigkeit (siehe auch Bodenwasser). Durch die Kornoberfläche bestimmt sie das Nährstoff- und Schadstoffspeichervermögen und durch den Anteil an Schluff und Feinstsand die Anfälligkeit des unbedeckten Bodens für Erosion.
Des Weiteren hat die Bodenart, speziell des Oberbodens, Auswirkungen auf die ackerbauliche Bearbeitbarkeit. So bezeichnet man sandige Böden als leichte Böden, während tonige bis lehmige Böden mit schlechter Durchlüftung und Durchwurzelbarkeit und hohem Nährstoffgehalt als schwere Böden bezeichnet werden.
| Bearbeitung                 | + | ± | − | +  |
| Nährstoffspeicherung        | − | − | + | +  |
| Nährstoffnachlieferung      | − | + | + | +  |
| Schadstoffakkumulation      | − | + | + | +  |
| Wasserkapazität             | − | + | + | +  |
| Wassernachlieferung         | − | + | − | +  |
| mechanische Filterung       | + | + | − | +  |
| physiko-chemische Filterung | − | − | + | +  |
| Dränung                     | + | − | − | ±  |
| Erodierbarkeit              | ± | + | − | −  |
| Struktur des Bodens         | - | + | - | ++ |

| Signatur | Bedeutung                  |
| -------- | -------------------------- |
| +        | sehr gut (sehr hoch)       |
| +        | gut (hoch)                 |
| ±        | befriedigend (mittel)      |
| −        | schlecht (wenig)           |
| −        | sehr schlecht (sehr wenig) |